# Eulophia petersii
Espèce
Classification phylogénétique
Statut CITES
Eulophia petersii est une espèce de plantes de la famille des Orchidaceae.
C'est une orchidée qu'on rencontre en Arabie et en Afrique depuis l'Érythrée jusqu'à l'Afrique du Sud.